# Jim Geringer

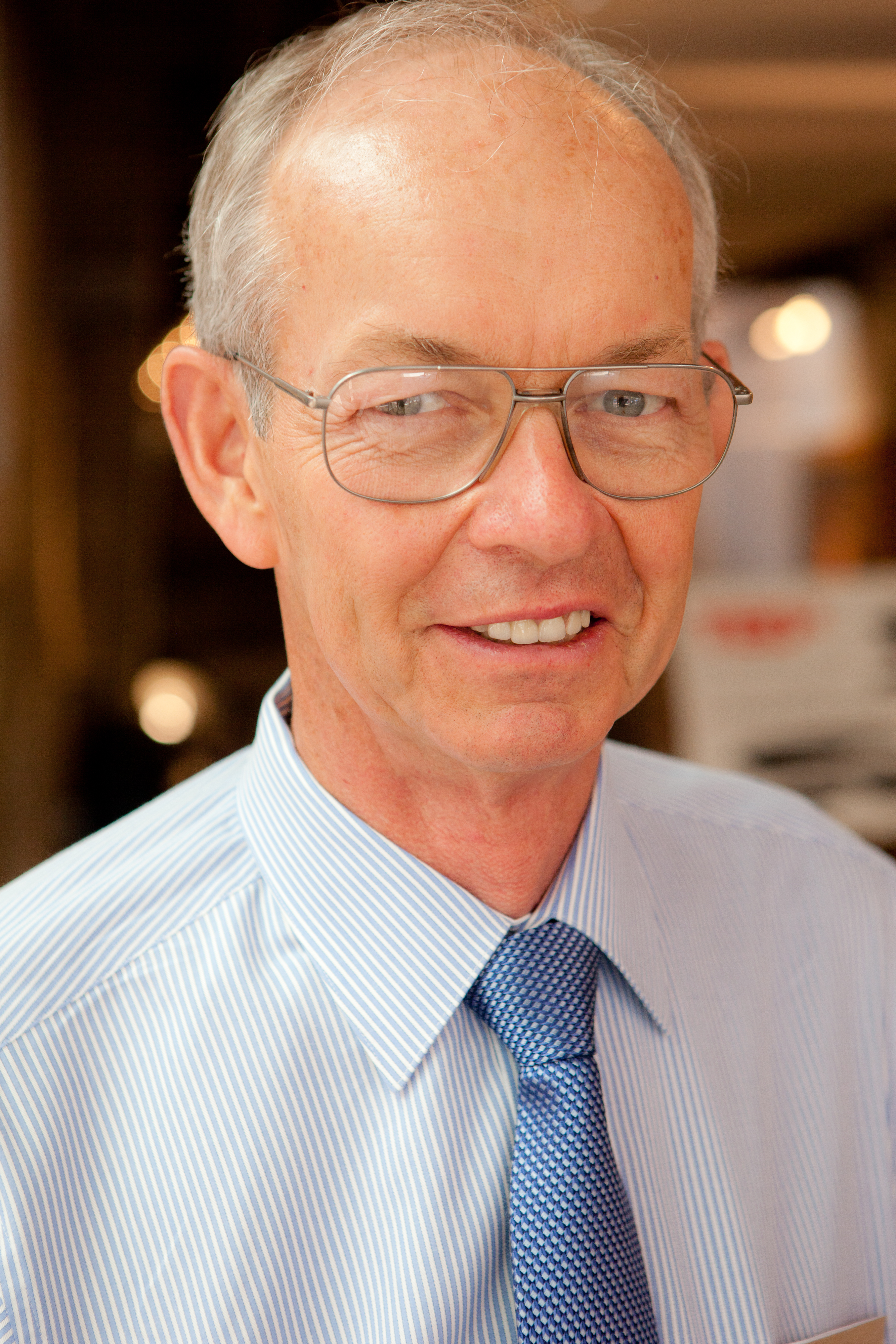
James Geringer (2010)

James Edward „Jim“ Geringer (* 24. April 1944 in Wheatland, Wyoming) ist ein US-amerikanischer Politiker (Republikanische Partei), der von 1995 bis 2003 30. Gouverneur des Bundesstaates Wyoming war.

## Frühe Jahre und politischer Aufstieg
Geringer wuchs auf der Familienfarm in Wheatland, Wyoming auf. Sein Vater Gottlieb Geringer war Wolgadeutscher, seine Mutter Edla Malin Johnson entstammte einer Familie schwedischer Herkunft. Jim Geringer machte an der Kansas State University einen Bachelor of Engineering in Maschinenbau. Dann war er von 1967 bis 1977 in der United States Air Force tätig, arbeitete an Luft- und Raumfahrtprogrammen für die Air Force und die NASA, was militärische Spionagesatelliten, den NASA Viking Mars Lander und den Anfängen des Global Positioning Systems betraf. Ferner war er während dieser Zeit Leiter der maschinellen Programmierung bei einer Grundempfangsstation für Frühwarnsatelliten. Nach seiner Militärzeit ging er der Landwirtschaft und Viehzucht im ländlichen Wyoming nach. Seine politische Laufbahn begann er 1983 mit seiner Wahl in das Repräsentantenhaus von Wyoming, wo er sechs Jahre lang tätig war und dann in den Senat von Wyoming gewählt wurde. Während dieses Zeitraums betrieb die Geringers ihre Farm weiter und er nahm an den Übungen der Air Force Reserves teil.

## Gouverneur von Wyoming
Geringer bekleidete das Amt des Gouverneurs von Wyoming vom 2. Januar 1995 bis zum 6. Januar 2003. Während seiner Amtszeit förderte er die lokalen Gemeinden als Mittelpunkt jeder Regierungsleistung und -handlung. In diesem Zusammenhang unterstützte er mit den staatlich bereitgestellten Hilfsmitteln die lokalen Programme. Er drängte auf höhere Standards, korrekte Leistungskontrolle und wirkungsvollen Technologieeinsatz für das Grund- und Fernstudium. Ferner war er der Vorsitzende der Western Governors’ Association und der Education Commission of the States. Er war auch in der John Glenn’s National Commission on Mathematics and Science Teaching for the 21st Century tätig.